# Tricellaria pribilofi
Tricellaria pribilofi är en mossdjursart som beskrevs av Robertson 1905. Tricellaria pribilofi ingår i släktet Tricellaria och familjen Candidae. Inga underarter finns listade i Catalogue of Life.